# Glory Quest
Glory Quest (グローリークエスト Gurōriikuesuto, Nhiệm vụ vinh quang) là một công ty sản xuất phim người lớn (AV) Nhật Bản chuyên làm về các video tôn sùng. Văn phòng của công ty được đặt tại phường Toshima của Tokyo, Nhật Bản.

## Thông tin công ty
Studio Glory Quest đã và đang sản xuất phim người lớn ít nhất là kể từ ngày 10 tháng 6 năm 2000, khi hãng phim phát hành bộ Sweet Doll 01 (スイートドールスペシャル 01) trên băng VHS (SDS-01). Tháng 12 năm 2019, DMM đã liệt kê 3532 bộ phim có sẵn để mua thông qua studio Glory Quest, và 2110 bộ phim dưới thương hiệu GLORY QUEST. Công ty phát hành phim hai lần một tháng, với tốc độ khoảng 18–20 phim mỗi tháng. Trên trang web của họ, www.gloryquest.tv, các thành viên có thể tải phim xuống và đặt mua bộ đĩa DVD Glory Quest. Họ cũng kinh doanh các sản phẩm của mình tại các cửa hàng trên khắp Nhật Bản.
Glory Quest sản xuất phim người lớn thuộc nhiều thể loại khiêu dâm khác nhau, bao gồm cả các nữ diễn viên nổi tiếng trong các bộ phim "ngực to" (巨乳). Hãng phim cũng từng phát hành nhiều bộ phim tôn sùng cực đoan hơn dưới nhãn hiệu Maniac của mình, bao gồm các thể loại như fisting, S&M bạo dâm, phân người và từng có một thời là thú tính. Các nhãn hiệu Maniac Shemale (nam chưa chuyển giới hẳn điên rồ), Transgender (chuyển giới) và Ultra Sex có các bộ phim có sự tham gia của các nữ diễn viên chuyển giới.
Một thể loại đáng chú ý khác của Glory Quest đó là "khiêu dâm người lớn tuổi" (ái lão), một thể loại ngách đang phát triển nhanh chóng trong ngành khiêu dâm Nhật Bản. Như Kayoko Iimura, đại diện quan hệ công chúng của Glory Quest, đã nói: “Nếu như chúng tôi chỉ sản xuất phim theo tiêu chuẩn, chúng tôi không thể đánh bại các hãng phim khác… do đó chúng tôi muốn tạo ra thứ gì đó mới mẻ. Mối quan hệ giữa vợ và bố chồng già đã có đủ tình tiết và vòng xoáy để tạo nên một bầu không khí bí ẩn và làm say đắm trái tim người xem.”. Ngôi sao đàn anh của Glory Quest là Shigeo Tokuda, sinh năm 1934, người đã “chứng tỏ mình là một mỏ vàng cho Glory Quest” thông qua hai tuyển tập “ông già”: Maniac Training of Lolitas - Buổi đào tạo điên cuồng cho các thiếu nữ (tháng 12/2004) và Forbidden Elderly Care - Điều dưỡng Cấm Đoán (tháng 8/2006). Loạt phim thứ ba, Big Tits Loving Grandfather Erotic Mischief - Trò nghịch ngợm tình ái của ông nội yêu ngực to, bắt đầu vào tháng 4 năm 2008.
Glory Quest, được thành lập dưới tên gọi GQE Inc. (有限会社GQE), có số vốn 3 triệu yên Nhật (khoảng 30.000 $) vào năm 2010. Giám đốc điều hành công ty là Ken Miyasaka (宮坂謙). Nó vẫn là một công ty độc lập và không phải là một phần của một tập đoàn. Giống như các công ty phim người lớn AV khác tại Nhật Bản, nó thuộc về một trong những "nhóm đạo đức", tự nguyện quản lý nội dung và kiểm duyệt: Hiệp hội Nội dung Phần mềm (CSA - Content Soft Association) (tiếng Nhật: コンテンツ・ソフト協同組合), được sáng lập bởi hội nhóm các công ty Soft On Demand.

## Nhãn hiệu
Ngoài nhãn hiệu Glory Quest ra, công ty cũng sử dụng các nhãn hiệu sau đây cho các bộ phim của mình:
| - ACB - ACD - Boys Kageki - Dangerous Relations - Et cetera - GQR - High Tension - Incest |  | - Kebabu - Maniac - Maniac Shemale - Sex Care - Social Q - TopazJ - Trance Jender - Ultra Sex |

## Nữ diễn viên
Các thần tượng AV (AV Idol) sau đây từng xuất hiện trong các sản phẩm của Glory Quest:
- Hotaru Akane
- Yumi Kazama
- Riri Kōda
- Meguru Kosaka
- Momoka Nishina
- Maria Tominaga
- Aki Tomosaki
- Hime Tsukino

## Các tuyển tập
Các tuyển tập phim Glory Quest nổi tiếng bao gồm:
- Vua thú tính (獣皇 (Thú hoàng)?)
- Trò đùa gợi dục của ông già yêu vú to (ボイン大好き亀市爺さんのHなイタズラ 壱?)
- Giấy chứng nhận y tế ngực to (巨乳診断書 (Cự nhũ chẩn đoạn thư)?)
- Điều dưỡng cấm đoán (禁断介護 (Cấm đoạn giới hộ)?)
- Loạn luân (近親相姦 (Cận thân tương gian)?)
- Tình yêu đối với những trò đùa ngực to (ボイン大好きしょう太くんのHなイタズラ?)
- New Half Trance (ニューハーフトランス?)
- Xuất tinh trong Phụ nữ Trưởng thành Gợi cảm (艶熟 中出し (Diễm thục trung xuất)?)
- She Male Jam (シーメールジャム?)
- She Male Jack
- The Gal Nan
- The Gal's Night

## Giải AV Grand Prix
Năm 2008, Glory Quest tham gia cuộc thi trong ngành AV Grand Prix, với bài dự thi She Male Jam ～Exclusive Tune～ (AVGP-012) cùng sự tham gia của các nữ diễn viên chuyển giới Arisawa Sena và Yumeno Mina.
Năm 2009, tại giải AV Grand Prix, đề cử của GQ, Gia đình loạn luân (近親相姦 昭和禁断血族「母さん、この家は狂ってます」) (AVGP-115), cùng với sự tham gia của Kitahara Natsumi, Yamaguchi Reiko và Nanase Kasumi, đã giành được Giải thưởng Người ủng hộ.